# Smithville (Missouri)
Smithville é uma cidade localizada no estado americano de Missouri, no Condado de Clay.

## Demografia
Segundo o censo americano de 2000, a sua população era de 5514 habitantes.
Em 2006, foi estimada uma população de 7471, um aumento de 1957 (35.5%).

## Geografia
De acordo com o United States Census Bureau tem uma área de
35,7 km², dos quais 35,5 km² cobertos por terra e 0,2 km² cobertos por água. Smithville localiza-se a aproximadamente 248 m acima do nível do mar.

## Localidades na vizinhança
O diagrama seguinte representa as localidades num raio de 16 km ao redor de Smithville.